# الأندلس مونامور
الأندلس مونامور هو فيلم كوميدي مغربي من إخراج محمد نظيف سنة 2012، وبطولة كل من محمد نظيف، يوسف بريطل، علي الصميلي، محمد الشوبي، مهدي الوزاني، أسماء الحضرمي، وآخرين.
يُعالج الفيلم في قالب كوميدي ساخر ظاهرة الهجرة السرية.

## القصة
«أمين» (علي الصميلي) و«سعيد» (يوسف بريطل) شابان من الدار البيضاء حالمان بالهجرة إلى إسبانيا، سيتنكران في ثوب طالبين ينقبان عن الذهب في إحدى القرى المطلة على الضفة الأخرى قبل أن يكشفا لمعلم القرية (محمد نضيف) رغبتهما في «الحريكَ». المعلم سيغتنم هذه الفرصة للاستيلاء على أموالهما بعد أن أركبهما قارب صيد صغير ودلهما على طريق مجهول في عرض البحر. وضد مجرى الأحداث سينقلب القارب بالاثنين وتُلقي الأمواج بهما في طريقين مختلفين. أمين سيعود أدراجه إلى القرية كاشفا مؤامرة المعلم أمام رئيس الجماعة وفقيه القرية، وسعيد ستجرفه الأمواج إلى أحد الشواطئ التي كانت تجمُّعا للعديد من «الحراكَة» من المغرب العربي والبلدان الإفريقية جنوب الصحراء. ظنّ سعيد أن حلمه قد تحقق بالعبور إلى إسبانيا، لكن مع تصاعد الأحداث سيكتشف بالتدريج أنه كان ضحية وهم هو ونزلاء الشاطئ الذي كان مَخزنا للحشيش يديره «الرئيس» (المهدي الوزاني) و«الفقيه» (رشيد منتصر) المطلوب للعدالة. المعلم المهووس بالأندلس رمت به الأقدار إلى هذه القرية من أجل التسلل إلى إسبانيا من أجل تحقبق فكرة مجنونة هي استعادة أمجاد أجداده بالأندلس، وكان مستعدا لأن يقوم بأي شيء لجمع المال وتحقيق حلمه حتى تهريب الحشيش، لكن سوء الطالع كان يطارده دائما، وسيسرق منه الحشيش وتسلب منه الأموال ويتعرض للسجن، ليظل سجين حلمه بالعودة إلى الأندلس، قبل أن يكتشف أن الأندلس على بعد خطوة منه.

## جوائز وتشريفات
افتتح الفيلم المسابقة الرسمية لمهرجان وهران الدولي للفيلم العربي بالجزائر، وفاز بجائزة أحسن إخراج لأول عمل واعد. كما شارك في الدورة الحادية عشرة لمهرجان الدولي للفيلم بمراكش ضمن فقرة «خفقة قلب».

## روابط خارجية
- الأندلس مونامور على موقع IMDb (الإنجليزية)
- الأندلس مونامور على موقع ألو سيني (الفرنسية)